# بومن (جورجیا)
بومن، جورجیا (به انگلیسی: Bowman, Georgia) یک شهر در ایالات متحده آمریکا با جمعیت ۸۶۲ نفر است که در جورجیا واقع شده‌است.

## موقعیت جغرافیایی
موقعیت جغرافیایی شهرها و مناطق اطراف به شرح زیر است: